# Bort-les-Orgues

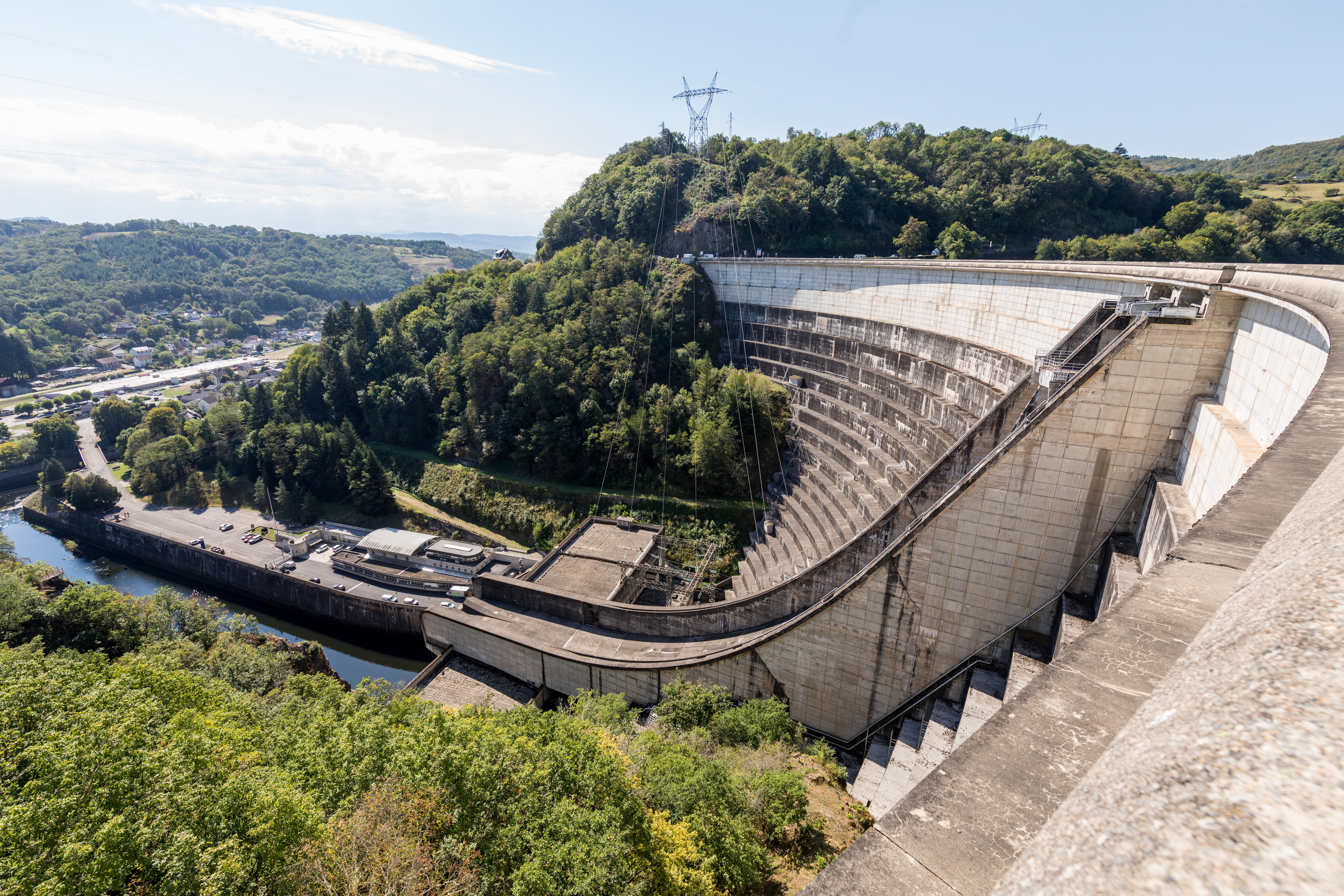
Zapora wodna w Bort-les-Orgues (2010)

Bort-les-Orgues – miejscowość i gmina we Francji, w regionie Nowa Akwitania, w departamencie Corrèze.
Według danych na rok 1990 gminę zamieszkiwało 4208 osób, a gęstość zaludnienia wynosiła 279 osób/km² (wśród 747 gmin Limousin Bort-les-Orgues plasuje się na 21. miejscu pod względem liczby ludności, natomiast pod względem powierzchni na miejscu 443.).

## Populacja

Populacja Bort-les-Orgues w latach 1962–2008